# Copa de Verano de Campeones
La Copa de Verano de Campeones es un partido amistoso internacional anual jugado en la Arena Națională en Bucuresti, Rumania. El evento es organizado por Thiess Holding en asociación con la agencia de marketing alemana Sportfive.

## Historia
La primera copa fue jugada en 2012 la cual fue ganada por el Barcelona.

Un torneo de 4 equipos es planeado para el verano de 2013. Entre los participantes esperados están Steaua Bucharest, Paris SG y Real Madrid.

## Resultados
| Temporada | Ganador   | Resultado | Subcampeón | Sede      | Fecha                | Equipos |
| --------- | --------- | --------- | ---------- | --------- | -------------------- | ------- |
| 2012      | Barcelona | 2 – 0     | Dinamo     | București | 11 de agosto de 2012 | 2       |

| Temporada | Ganador | Resultado | Subcampeón | Tercer lugar | Resultado | Cuarto lugar | Sede      | Fecha                  | Equipos |
| --------- | ------- | --------- | ---------- | ------------ | --------- | ------------ | --------- | ---------------------- | ------- |
| 2013      | TBD     | TBD       | TBD        | TBD          | TBD       | TBD          | Bucuresti | 19-25 de julio de 2013 | 4       |